# Kashiwazaki
Kashiwazaki (柏崎市, Kashiwazaki-shi) est une ville située dans la préfecture de Niigata, sur l'île de Honshū, au Japon.

## Géographie

### Situation

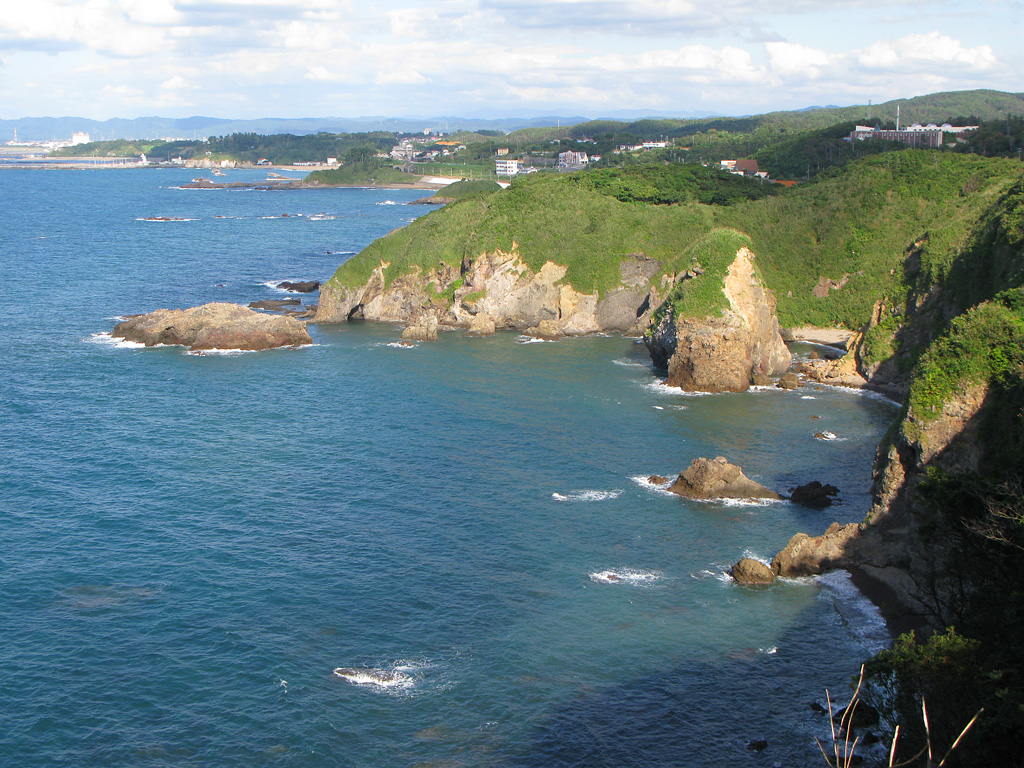
Bord de mer à Kashiwazaki.

La ville de Kashiwazaki est située au bord de la mer du Japon, dans la préfecture de Niigata, à 250 km au nord de Tokyo.

### Démographie
En septembre 2021, la population de Kashiwazaki était estimée à 80 595 habitants, répartis sur une superficie de 442,03 km2.

### Topographie
Le mont Yoneyama (993 m) est situé à la frontière entre Kashiwazaki et Jōetsu.

## Histoire
La ville de Kashiwazaki est créée le 1er juillet 1940, ce qui en fait la cinquième plus ancienne municipalité de la préfecture de Niigata.

### Séisme de 2007

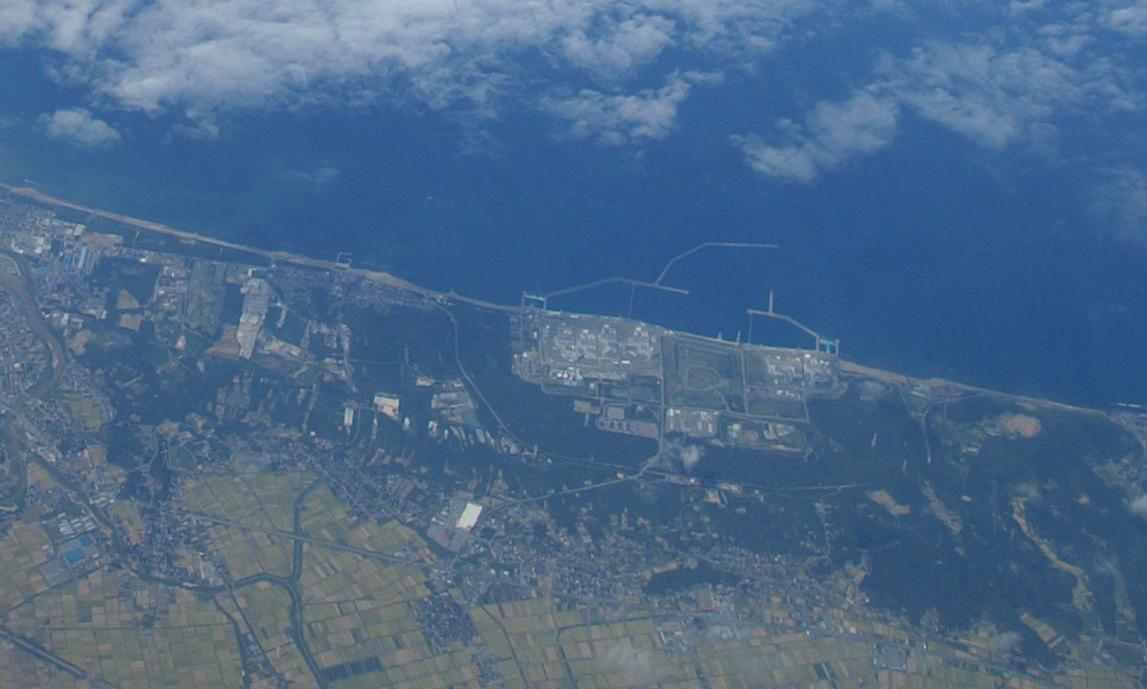
Vue aérienne du site de Kashiwazaki-Kariwa.

Un tremblement de terre de magnitude 6,8 a eu lieu le lundi 16 juillet 2007, à 10 h 13 locale (3 h 13, heure de Paris) dans la région de Niigata qui a fait onze morts (tous âgés de plus de 70 ans) et plus de mille blessés. L'hypocentre était superficiel, de l'ordre de dix kilomètres de profondeur et localisé en mer près de Kashiwazaki. Ce séisme a provoqué plusieurs incidents sérieux dans l'une des plus grandes centrales nucléaires du monde, la centrale nucléaire de Kashiwazaki-Kariwa, exploitée par la compagnie d'électricité de Tokyo TEPCO. Cette catastrophe naturelle a entraîné un incendie et des fuites d'eau contenant des éléments radioactifs.

## Culture locale et patrimoine
Il existe à Kashiwazaki de nombreux matsuri (festivals traditionnels), notamment le festival de Enma-ichi, du 14 au 16 juin, et le festival Kashiwazaki Gion, du 24 au 26 juillet. Le festival d'Enma-ichi regroupe environ 600 salles de rue[Quoi ?] qui décorent le secteur Enma-do. L'évènement était autrefois un marché aux chevaux. Le festival Kashiwazaki Gion présente des feux d'artifice, les plus importants de la préfecture de Niigata. Ce festival est aussi connu pour son cortège de danse folklorique.

## Transports
La ville est desservie par les lignes Shin'etsu et Echigo de la JR East. La gare de Kashiwazaki est la principale gare de la ville.

## Personnalités liées à la municipalité
- Motoei Shinzawa
- Makoto Ogawa
- Kakuei Tanaka (Premier ministre)
- Akiko Yajima